# Институт за педагогију и андрагогију Филозофског факултета Универзитета у Београду
Институт за педагогију и андрагогију је основан 1983. године, са циљем да се у оквиру њега остварује научноистраживачки рад у области педагогије и андрагогије, да се ове научне области унапређују. Ради на формирању научног подмлатка и усавршавању научних кадрова.

## Задаци института
У оквиру циља издвајају се следећи задаци:
- реализација научних истраживања у области педагогије и андрагогије;
- усавршавање метода научноистраживачког рада у области васпитања и образовања;
- проучавање могућности и начина примене научних резултата у пракси;
- рад на прикупљању и обрађивању података и других материјала и докумената од значаја за развој педагогије и андрагогије;
- организација научних скупова;
- објављивање резултата научног рада;
- сарадња са одговарајућим научним установама у земљи и иностранству;
- развој младих научних кадрова и укључивање студената у научноистраживачки рад;
- пружање помоћи у настави.

Управник Института је проф. др Јован Миљковић.